# Borsányi György (labdarúgó)
Borsányi György, született Prudits, (Budapest, 1933. február 4. – 2003. október 11.) válogatott labdarúgó, fedezet.

## Pályafutása

### Klubcsapatban
1955 és 1963 között 194 bajnoki mérkőzésen szerepelt az Újpesti Dózsában és 2 gólt szerzett. Az 1959–60-as idényben bajnokságot nyert csapatnak a tagja volt.

### A válogatottban
1960-ban egyszer szerepelt a válogatottban. Egyszeres olimpiai válogatott (1960), négyszeres utánpótlás válogatott (1957), hatszoros B-válogatott (1958–59, 1 gól).

## Sikerei, díjai
- Magyar bajnokság
  - bajnok: 1959–60
  - 2.: 1960–61, 1961–62
  - 3.: 1957-tavasz, 1962–63
- Kupagyőztesek Európa-kupája (KEK)
  - elődöntős: 1961–62
- Vásárvárosok kupája (VVK)
  - negyeddöntős: 1963–64

## Statisztika

### Mérkőzése a válogatottban
| Magyarország | Magyarország       | Magyarország         | Magyarország | Magyarország | Magyarország  | Magyarország | Magyarország | Magyarország |
| #            | Dátum              | Helyszín             | Hazai        | Eredmény     | Vendég        | Kiírás       | Gólok        | Esemény      |
| ------------ | ------------------ | -------------------- | ------------ | ------------ | ------------- | ------------ | ------------ | ------------ |
| 1.           | 1960. november 13. | Budapest, Népstadion | Magyarország | 4 – 1        | Lengyelország | barátságos   | -            |              |
|              | Összesen           |                      |              | 1            | mérkőzés      |              | 0            | gól          |